# 袁文殊
袁文殊（1910年—1993年），原名袁文枢，笔名舒非，男，广东兴宁人，中国评论家、电影事业家，上海电影制片厂原厂长、公司经理，上海市电影局原局长，中国电影家协会原副主席。